# Madesjö socken
Madesjö socken i Småland ingick i Södra Möre härad, ingår sedan 1971 i Nybro kommun och motsvarar från 2016 Madesjö distrikt i Kalmar län.
Socknens areal är 300,26 kvadratkilometer, varav land 297. År 2000 fanns här 3 869 invånare. En del av tätorten Nybro, tätorten Flygsfors och småorten Flerohopp samt kyrkbyn Madesjö med sockenkyrkan Madesjö kyrka ligger i socknen.

## Administrativ historik
Madesjö är troligen en av de yngre socknarna i Södra Möre härad. Den nuvarande stenkyrkan uppfördes 1754–57, och ersatte då en äldre träkyrka från 1652, som i sin tur ersatt en förmodligen senmedeltida träkyrka, som brunnit ned till grunden. Endast en mässhake från senmedeltid finns av medeltida kyrkliga inventarier. I skrift omtalas 'Madesiö sochn' första gången 1476.
Byarna Högerås och Sigtingryd som ursprungligen hörde till Madesjö socken överfördes 1817 till Kristvalla socken i kyrkligt avseende och i kameralt 1877.
Vid kommunreformen 1862 övergick socknens ansvar för de kyrkliga frågorna till Madesjö församling och för de borgerliga frågorna till Madesjö landskommun. Nybro köping bröts ut ur landskommunen 1879. 1897 bröts Örsjö landskommun ut ur landskommunen medan Örsjö församling utbröts redan 1 maj 1895. Nybro församling utbröts 1939. Madesjö landskommun utökades 1952 och uppgick sedan 1969 i Nybro stad som 1971 ombildades till Nybro kommun.
1 januari 2016 inrättades distriktet Madesjö, med samma omfattning som församlingen hade 1999/2000.  
Socknen har tillhört samma fögderier och domsagor som Södra Möre härad.
Socken indelades fram till 1901 i (tillsammans med Örsjö socken) 134 båtsmanshåll, vars båtsmän tillhörde Södra Möres 1:a båtsmanskompani.

## Geografi
Madesjö socken genomflytes av Ljungbyån och gränsar till Kronobergs län. Den består av jämn skogsbygd med en hel del småsjöar i söder.

## Fornminnen
Ett par rösen och två domarringar är kända.

## Namnet
Namnet (1476 Madesio), taget från kyrkbyn, består av förledet mad - sank äng, och efterledet sjö.

### Fotnoter
1. 1 2 3  Svensk Uppslagsbok andra upplagan 1947–1955: Madesjö socken
2. 1 2  Harlén, Hans; Harlén Eivy (2003). Sverige från A till Ö: geografisk-historisk uppslagsbok. Stockholm: Kommentus. Libris 9337075. ISBN 91-7345-139-8
3. 1 2  DMS 4:1 Möre
4. ↑  Administrativ historik för Madesjö socken (Klicka på församlingsposten). Källa: Nationella arkivdatabasen, Riksarkivet.
5. ↑  "Ostkanten" om Blekinge och Södra Möres båtsmän
6. 1 2 3  Nationalencyklopedin
7. 1 2  Sjögren, Otto (1931). Sverige geografisk beskrivning del 2 Östergötlands, Jönköpings, Kronobergs, Kalmar och Gotlands län. Stockholm: Wahlström & Widstrand. Libris 9939
8. ↑  Fornlämningar, Statens historiska museum: Madesjö socken
9. ↑  Fornminnesregistret, Riksantikvarieämbetet: Madesjö socken Fornminnen i socknen erhålls på kartan genom att skriva in sockennamn (utan "socken") i "Ange geografiskt område"